# Štefan Margita
Štefan Margita (Košice (Regió de Košice), 3 d'agost, 1956), és un cantant d'òpera (tenor), d'origen eslovac, que viu a Praga.
En el passat, ha actuat als escenaris de teatres d'òpera de tot el món com La Scala de Milà, Covent Garden de Londres i, el 2008, a la Metropolitan Opera de Nova York. El seu repertori principal inclou òperes de Leoš Janáček (Kàtia Kabànova, Z mrtvého domu, Osud) i el personatge del Tambor Major de l'òpera Wozzeck d'Alban Berg, que va interpretar a París, Roma i Berlín.

## Carrera professional
Va estudiar primer a l'Escola d'Arts Aplicades de Košice, on va estudiar fotografia. Després va exercir breument com a fotògraf. Després es va matricular al Conservatori de Košice, on va estudiar amb la professora Ludmila Šomorjaiová. El 1981, va esdevenir membre del conjunt de cant del Teatre Prešov, des d'on va passar als escenaris de l'òpera a Košice (1983–1986). El 1986 va guanyar el Festival de Primavera de Praga i a l'agost del mateix any va actuar a l'Òpera del Teatre Nacional de Praga. Durant aquest temps (1987–1991) també va ser solista a la Volksoper de Viena. El 1992, va passar a un lloc de treball permanent a l'Òpera Estatal de Praga (1992–1994).
Des del 1998 treballa com a artista autònom sense contracte indefinit. Representat per una agència suïssa, s'ha especialitzat en el repertori de compositors eslaus (li agrada Leoš Janáček) i les òperes de Richard Wagner durant dues dècades. És convidat repetidament a actuar a Chicago. Va debutar a la Metropolitan Opera de Nova York el 2009 a l'òpera Z mrtvého domu  de Janáček com a Luka Kuzmič. A la temporada 2012–2013, hi va actuar com a Loge a l'òpera Das Rheingold de Wagner. El déu del foc Loge a l'òpera Der Rheingold de Wagner, Margit és citat com el paper de la seva vida. Durant la seva carrera com a cantant, torna repetidament als escenaris del Teatre Nacional de Praga. El 2015, va crear el personatge de Luka Kuzmič a l'òpera "siberiana" de Janáček Z mrtvého domu, posada en escena per Daniel Špinar. També va col·laborar amb el mateix director el 2018 a l'òpera Billy Budd de Benjamin Britten, on va interpretar el tràgic paper del capità Vera.
El 2019, va aparèixer a l'Òpera Estatal de Stuttgart com a elector Friedrich Wilhelm de Brandenburg a l'òpera Der Prinz von Homburg de Henze. El 2020 va debutar com a Egist a l'òpera Elektra de Strauss a València.
Va estar casat amb la cantant Hana Zagorová des del 1992 fins a la seva mort el 2022. La parella va adoptar el cantant Michal Kindl, originari de Příbram, amb la seva parella Barbara, qui va donar a llum una filla, Adelain Stephanie Kindl, el juny del 2021. El 28 d'octubre de 2017, Štefan Margita va rebre la Medalla al Mèrit del president txec Miloš Zeman.